# Cause célèbre

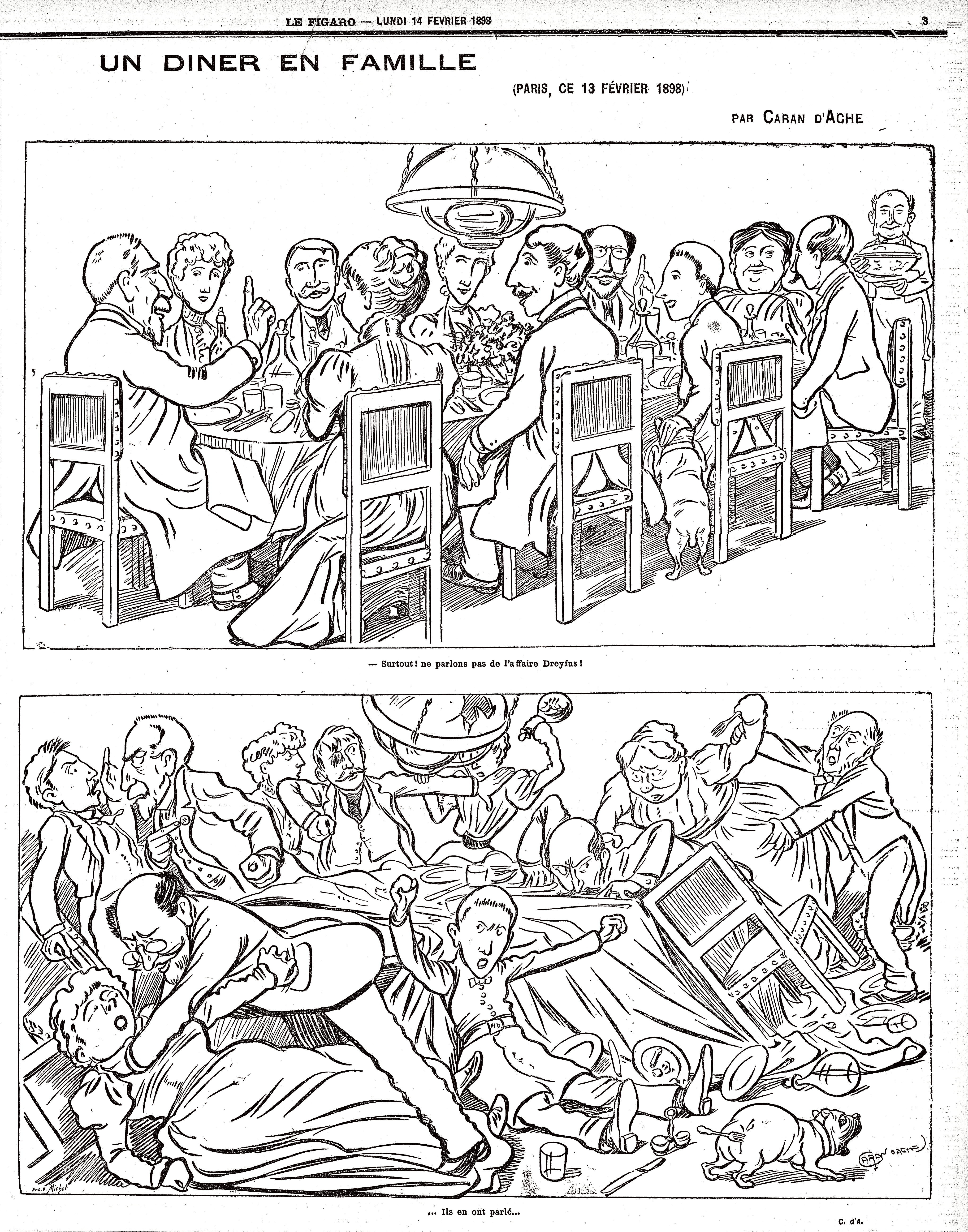
O caso Dreyfus é uma cause célèbre.

É designado como cause célèbre (plural causes célèbres, termo da língua francesa para "causa célebre") um assunto ou incidente que suscita grande controvérsia que vai para além do próprio problema e que conduz a intenso debate público. O termo é especialmente utilizado em relação a célebres casos legais. Trata-se de uma frase francesa de uso comum em outros idiomas. A expressão tem origem no volume n.º 37 de Nouvelles causes célèbres, publicado em 1763.

## Exemplos
- Caso do colar de diamantes
- Caso Dreyfus
- Caso de Vera Zasulitch
- Bombardeamento de Dresden
- Caso Rodney King
- Caso de estupro coletivo de Délhi em 2012
- Assassinato de Moïse Kabagambe